# Liberal (Kansas)
Liberal – miasto w Stanach Zjednoczonych, w stanie Kansas, siedziba administracyjna hrabstwa Seward.